# モーリン・ガードナー
モーリン・ガードナー（Maureen Angela Jane Gardner, 1928年11月12日 - 1974年9月2日）は、イギリスの陸上競技選手である。1948年開催のロンドンオリンピックの女子80メートルハードル走で、銀メダルを獲得した。

## 経歴
1948年に自国で開催されたロンドンオリンピックで、80メートルハードル走と400メートルリレー走の2つの競技に出場した。80メートルハードル走では、予選と準決勝をそれぞれ11秒6と11秒8の記録で通過した後、8月4日の決勝に臨んだ。
決勝では、オランダ代表のフランシナ・ブランカース＝クンと激しいレースを演じることになった。スタートではクンが出遅れ、第1ハードルではガードナーがリードを奪った。その後、クンが差を縮め、ゴールにはほぼ同時に2人が入った。勝負は写真判定に持ち込まれ、クンが優勝者となり、ガードナーは2位で銀メダルを獲得することとなった。このレースでは、2人とも当時の世界新記録に当たる11秒2の記録を出していた。
なお、400メートルリレー走では、4位に入っている。
1950年にブリュッセルで開催されたヨーロッパ陸上競技選手権大会では、80メートルハードル走で再びクンに敗れて銀メダルを獲得している。
ガードナーは陸上競技に取り組む傍ら、バレエダンサーとしての訓練も受けてバレエ教師となり、イギリスのオリンピック代表チームのヘッドコーチを務めていたジェフ・ダイソン (Geoff Dyson) と結婚している。